# Skijøring
Skijøring er en sportsgren, hvor deltagerne står på ski efter en hest, bil eller andet (ikke ulig vandskisport, blot på land). Ved vinter-OL 1928 var sporten med som opvisningsdisciplin.
| Sport | Spire Denne artikel om sport er en spire som bør udbygges. Du er velkommen til at hjælpe Wikipedia ved at udvide den. |